# アードベッグ蒸留所
アードベッグ蒸溜所（アードベッグじょうりゅうじょ、英語: Ardbeg Distillery）は、スコットランドのアイラ島にあるスコッチ・ウイスキーの蒸留所。アイラ島のウイスキーの中でも特にピート香の強い味わいが特徴で、「アードベギャン」と呼ばれる熱心なファンが存在することで知られる。

## 歴史

### 創業期

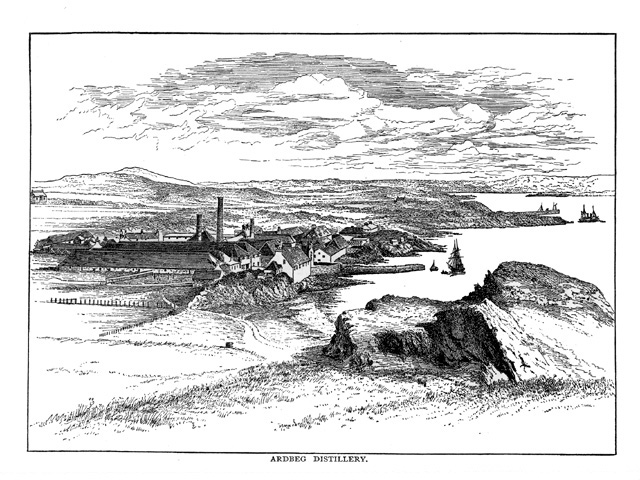
アルフレッド・バーナード著『Whisky Distilleries of the United Kingdom』(1887年)で描かれたアードベッグの絵。

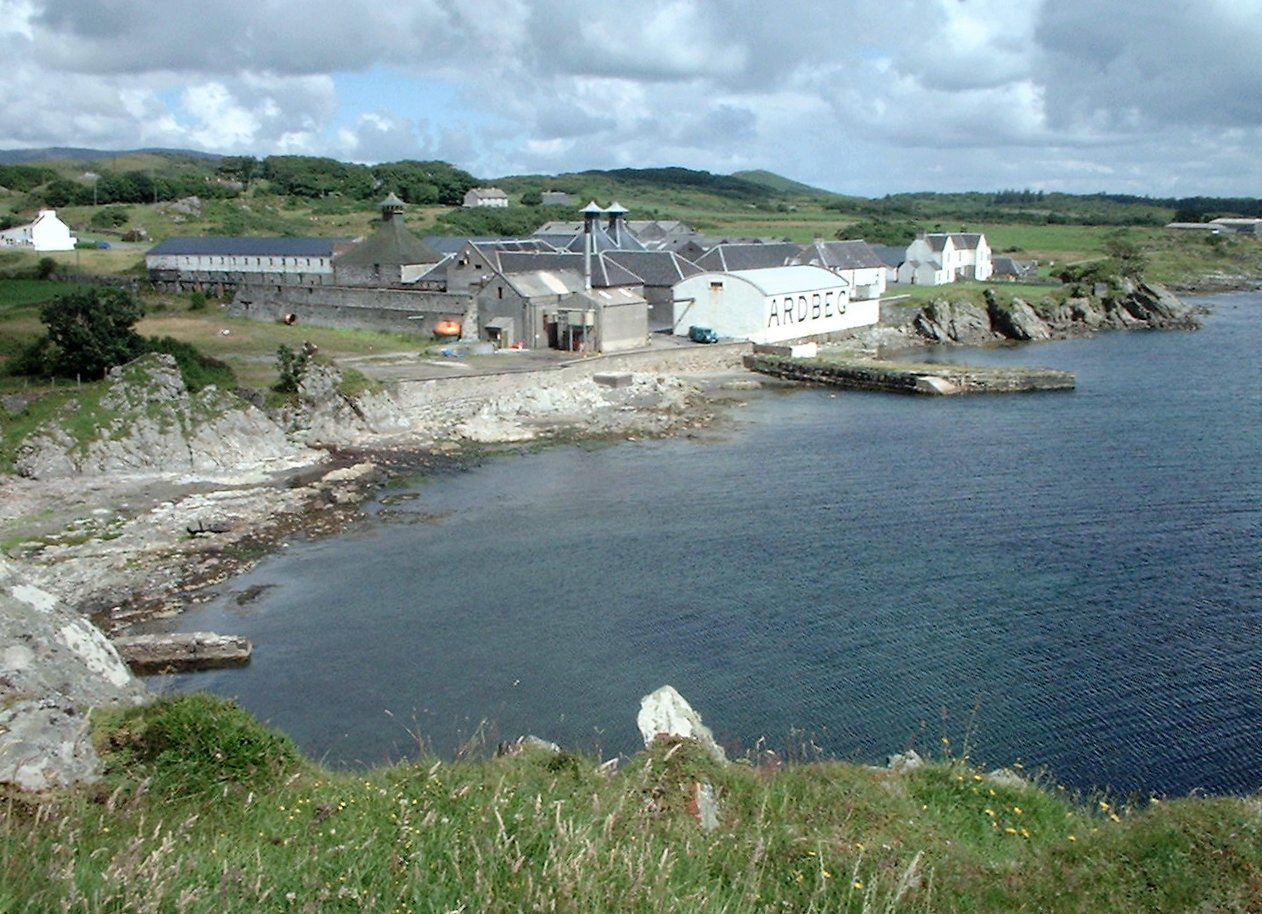
アードベッグ蒸留所の遠景（2001年）。海岸沿いに建てられている。

アードベッグ蒸留所が位置する周辺は密造酒づくりが盛んであり、1794年以前からアレキサンダー・スチュアートによって蒸留所が稼働していた。そして1794年に同蒸留所は差し押さえられ、1798年にはダンカン・マクドゥーガルが農地でとれた穀物を利用しての密造を行っていた。正式なライセンスのある蒸留所として設立されたのは1815年で、ダンカンの息子であるジョン・マクドゥーガルによる。良港を備えていることがこの立地の魅力であった。その後1885年にはアードベッグはアイラ島最大の蒸留所になっており、年間生産量は120万リットルにも及んだ。これは2016年当時のアードベッグの生産量とほとんど変わらない量であり、この当時のアードベッグはブレンデッドウイスキー用の原酒として人気が高かったという。
名前の「アードベッグ」は「小さな岬」を意味するゲール語の「An Àird Bheag」が由来である。

### 不遇の時代
1973年にはカナダのハイラム・ウォーカー社とディスティラーズ・カンパニー・リミテッド社（DCL社）によって買収され、1977年にはハイラム・ウォーカー社の単独所有となる。1815年の創業から150年にわたって続いたマクドゥーガル家の経営はこれによって終わることになった。ハイラム・ウォーカー社は1987年にアライド・ライオンズ社と合併し、1988年にアライド・ディスティラーズ社が発足した。
かつてはアイラ島最大の蒸留所として栄えたアードベッグだったが、1981年にはウイスキー不況のあおりを受けて生産を停止した。1989年にはアライド社のもとで生産を再開するものの、当時のアライド社はアイラ島にラフロイグ蒸溜所も所有しており、ピート香の強いウイスキーは供給過多に陥っていたことから1990年代は1年のうち2～3ヶ月のみ操業するような状態であった。そして1995年には再び操業を停止した。

### グレンモーレンジィ社による買収
上述の通りアライド社はアードベッグと同じくアイラ島でピート香の強いウイスキーを造るラフロイグ蒸溜所を所有しており、設備が老朽化しているアードベッグは手放されることになった。1997年にグレンモーレンジィ社によってアードベッグは買収され、操業を再開した。買収額は700万ポンドであり、うち550万ポンドは熟成中の原酒の代金だったという。その後グレンモーレンジィ社は2004年にモエヘネシー・ルイヴィトンに買収された。
グレンモーレンジィ社のもとでアードベッグはシングルモルトウイスキー専用の蒸溜所として再建を進め、シングルモルトとして高い人気を得るようになる。需要増に応えるために、2018年には生産能力をそれまでの倍の年間240万リットルに伸ばす工事を開始。新型コロナウイルスの影響で工事は遅れたものの、2021年4月には新たな蒸留棟が完成した。

## 製造
年間生産能力は240万リットルであり、生産された原酒はすべて自社のシングルモルトとしてボトリングされる。2023年現在、他社には一切原酒を卸していない。アイラ島のシングルモルトとしてはラフロイグ、ボウモアに次ぐ第3位の売上を誇り、2021年のシングルモルト販売本数は180万本である。

アードベッグの製造設備
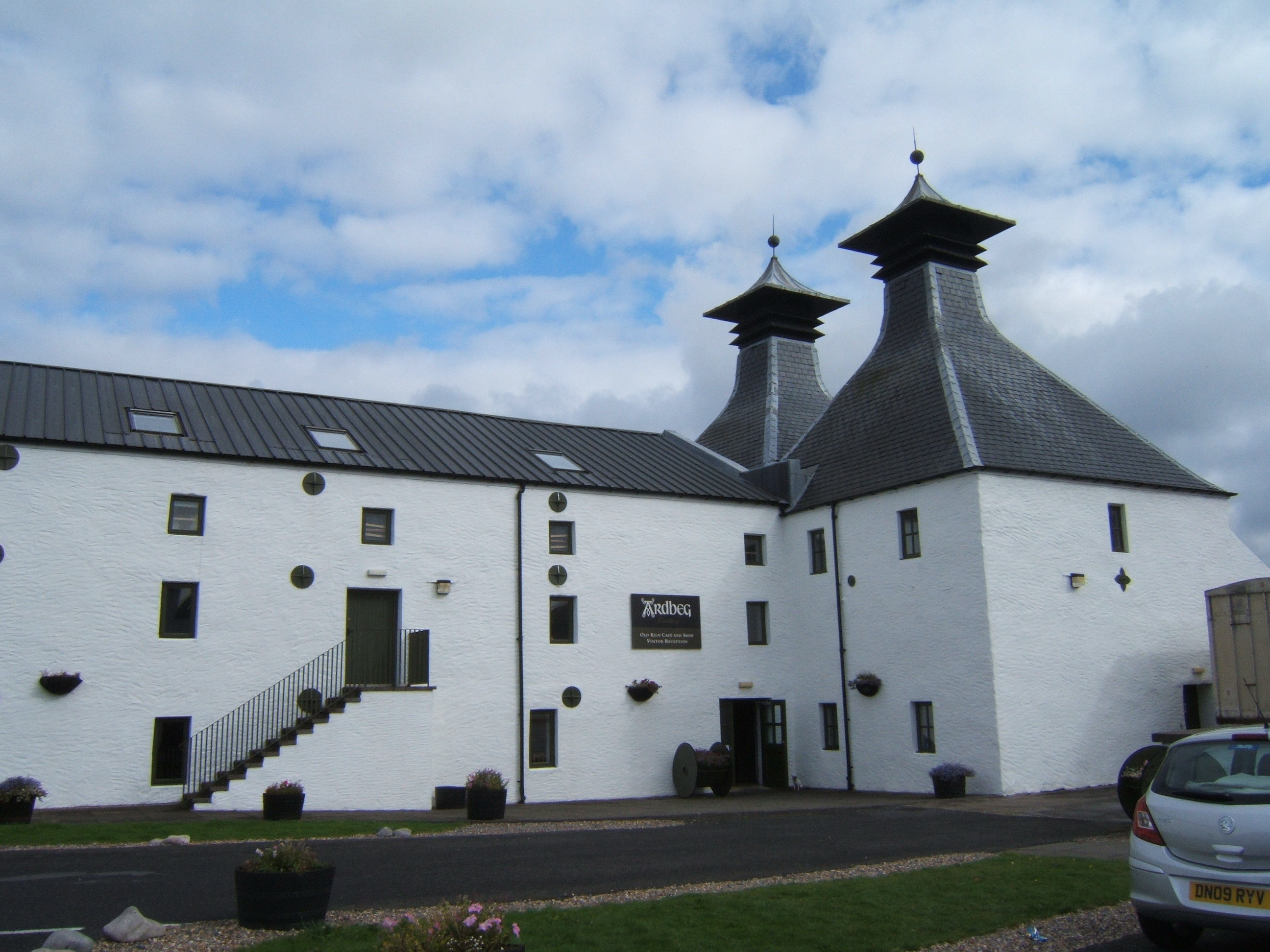
キルン。ビジターセンターに改修された。
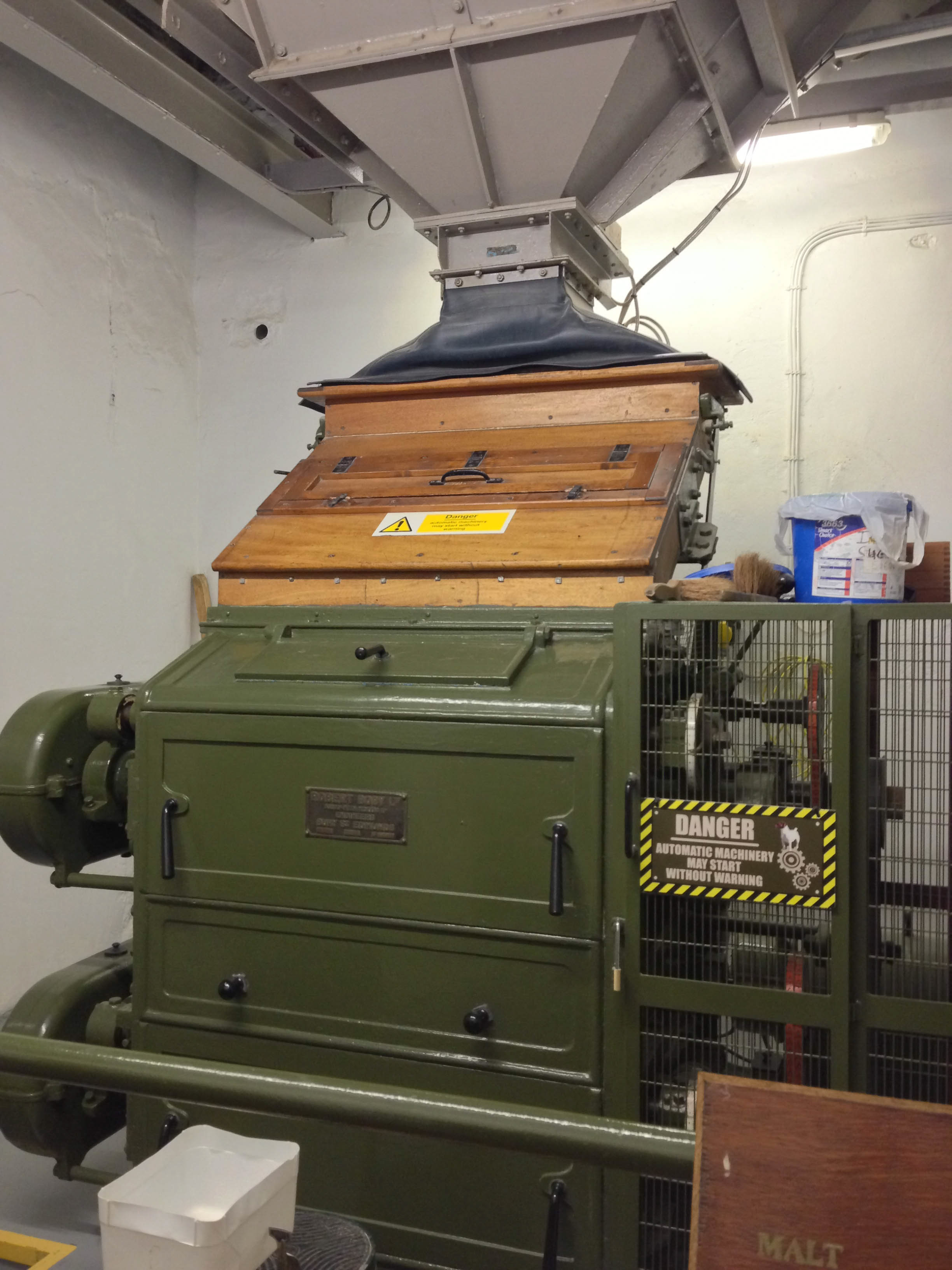
ローラーミル
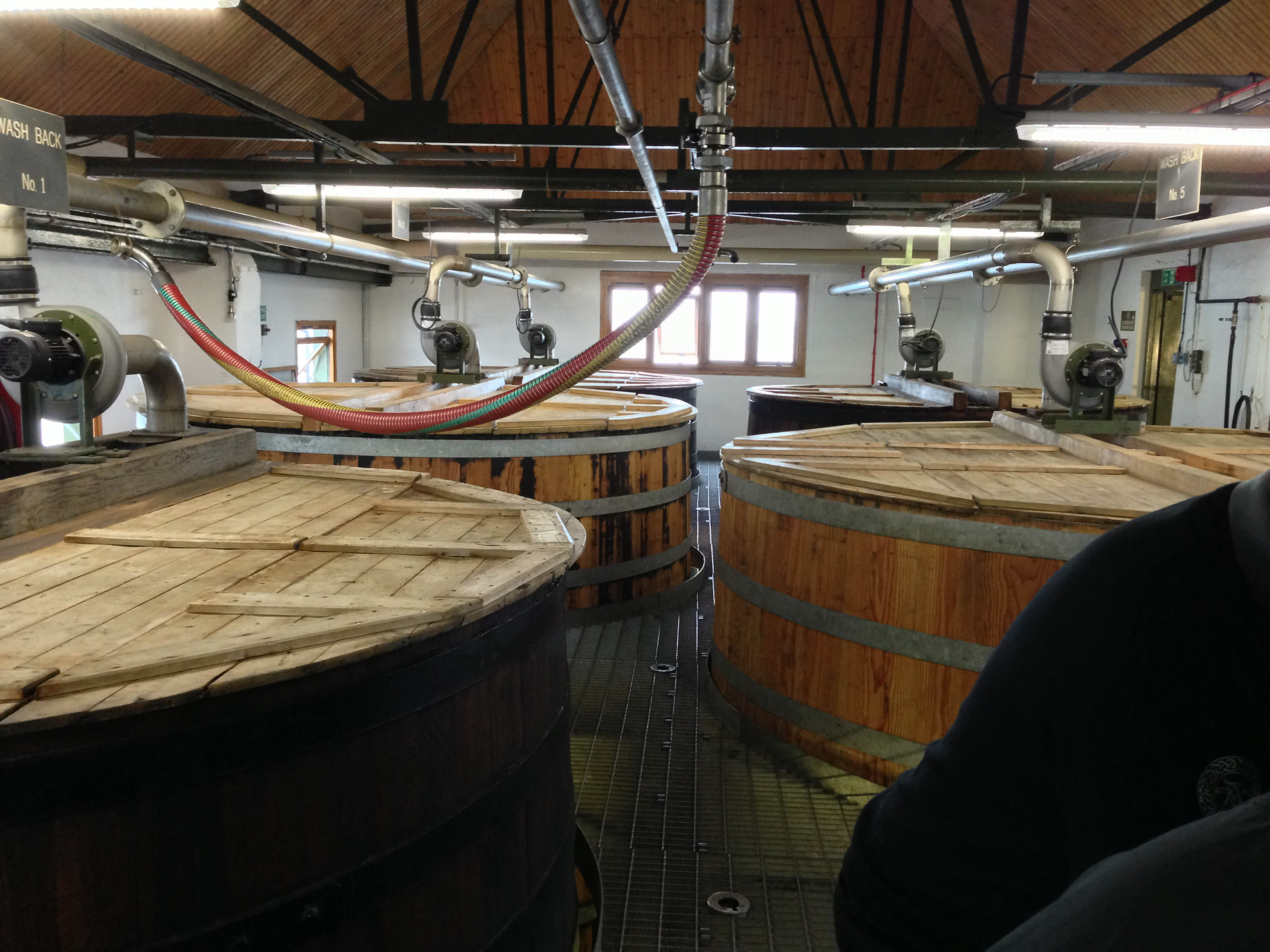
ウォッシュバック
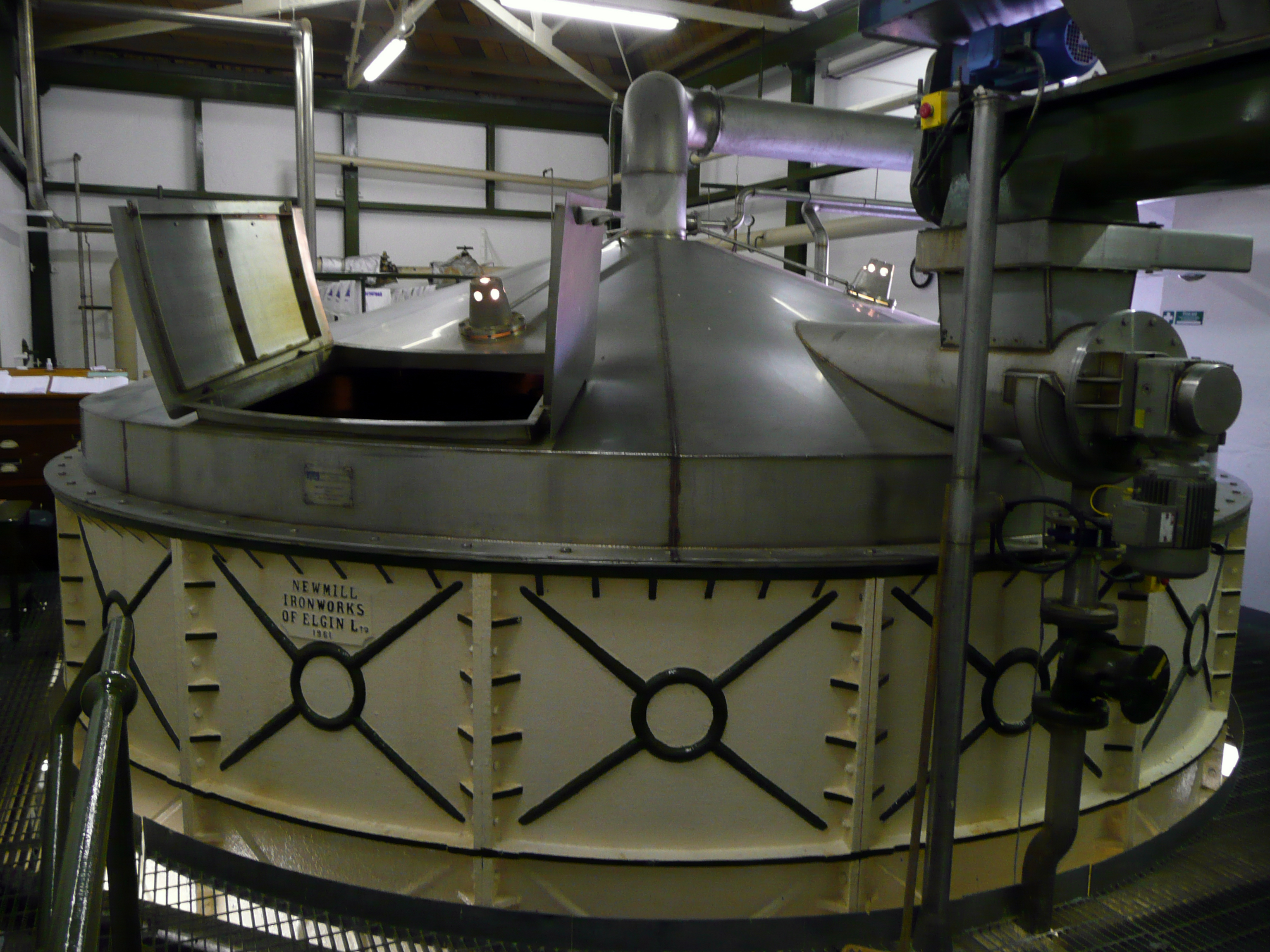
マッシュタン
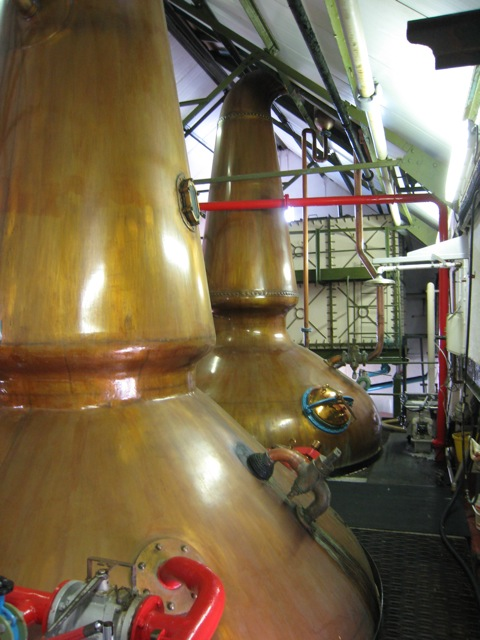
ポットスチル
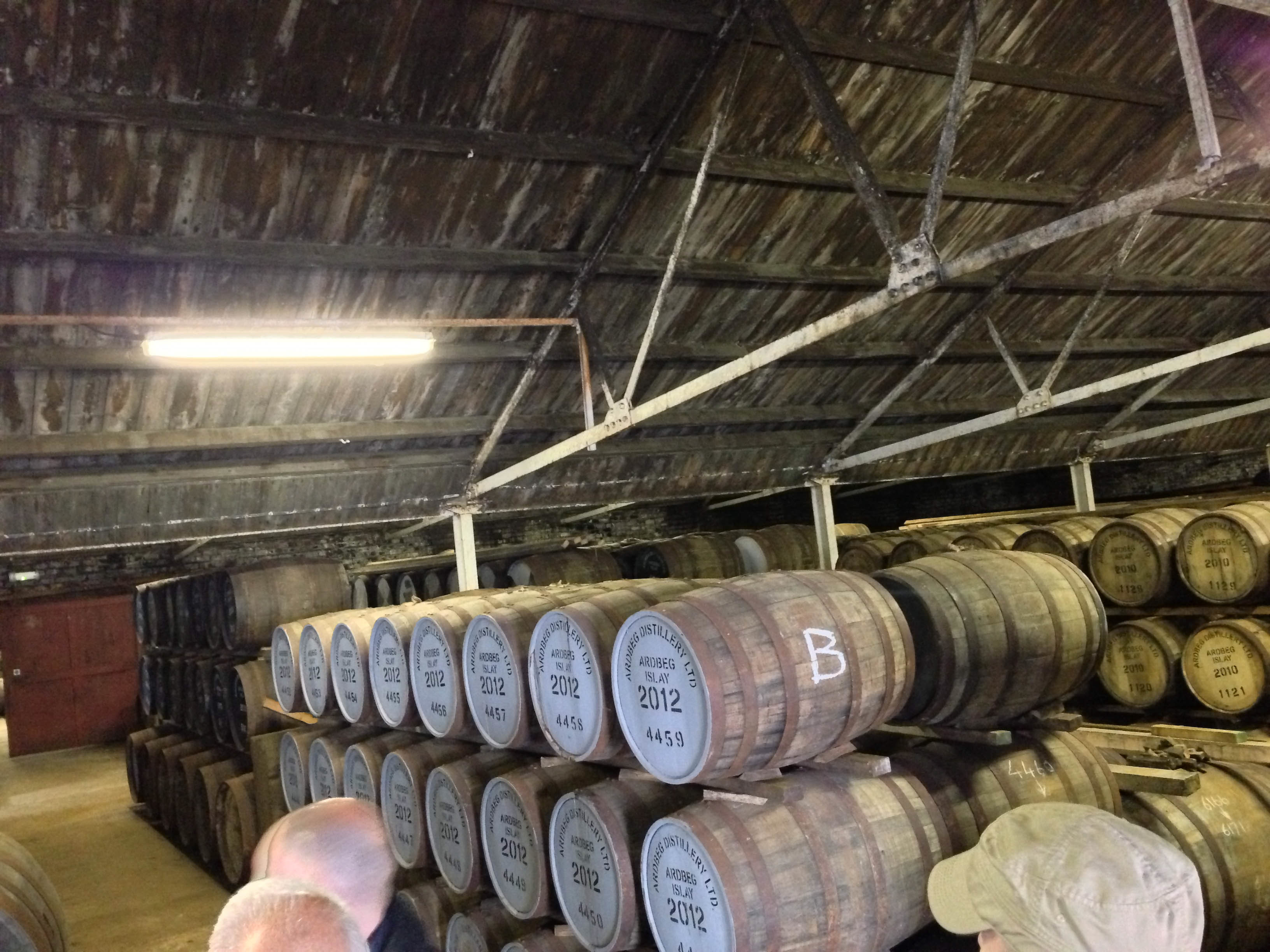
熟成庫

### 麦芽
ハイラム・ウォーカー社による買収直後の1975年にキルン（製麦棟）が閉鎖されたため、以降製麦は行っていない。かつてアードベッグで行われていた製麦では麦芽の乾燥にピートのみを使用していた。また、アードベッグのキルンには換気装置がなかったためピート香が一般的なウイスキーよりも極端に強くなる特徴があり、この極端なピート香がブレンダーから敬遠されたことが製麦を廃止した理由のひとつになっている。
1975年の製麦中止以降はポートエレン蒸留所製の麦芽のみを使用している。品種はイングランド産のロリエット種。ウイスキーのピート香の強さを表す指標のひとつであるフェノール値は55～65 ppmであり、ブルックラディ蒸溜所の「オクトモア」シリーズを除けばアイラ島の蒸留所の中でも最も高い数値である。仕込み1回あたり5トンの麦芽を使う。
麦芽を粉砕するローラーミルは1921年製のロバート・ボビー社製のものを使用し続けている。これはスコットランドで現存するのは4～5台だと言われている。麦芽の粉砕粒度は2019年時点ではフラワー10%、グリッツ70%、ハスク20%という一般的な構成である。麦芽の穀皮を粉砕過程で除去せずそのまま仕込みに使うことでフェノール成分の回収効率を高めている。

### 仕込み・発酵
仕込み水はウーガダール湖から採水している。ライターのマイケル・ジャクソンは仕込み水のピーティさがアードベッグの土やタールを思わせる風味に影響していると述べている。2019年時点の蒸留所長のミッキー・ヘッズは仕込み水について「アードベッグ、ラガヴーリン、ラフロイグは、ほぼ同じ水系の水です」と述べている。
マッシュタン（糖化槽）はステンレス製で、1回の仕込みで得られる麦汁は26,500リットルである。1961年に設置されたニューミル社製の鋳鉄製のマッシュタンの側面だけが残してあり、その中にステンレス製のマッシュタンをはめ込んで運用している。1度の糖化にかかる時間は7.5時間。
ウォッシュバック（発酵槽）は2023年時点でオレゴンパイン製のものが12基ある。容量は平均して36,000リットル。発酵に用いる酵母はアンカー社のドライイーストを使用しており、発酵には65時間以上の時間をかける。出来上がったもろみのアルコール度数はおよそ8.2%である。

### 蒸留
アードベッグのポットスチルは背の高いランタンヘッド型のものが初留器・再留器それぞれ2基ずつ、合計4基である。もともとポットスチルは2基だったが、2021年に完了した改修工事によって従来のポットスチルと同じ形状のものを4基導入した。
初留器に投入するもろみは11,500リットルで、再留器には13,000リットルである。初留2回分をまとめて再留に投入するため、再留器のほうが初留器よりも大きくなっている。初留にかかる時間は5〜5.5時間。再留は前溜15分、本溜5.5時間、後溜3〜5時間であり、ミドルカットは72～58%の範囲である。
蒸留工程における最大の特徴は再留器のラインアームに「精留器」がついていることである。これによって還流が促され、アードベッグの原酒が持つフルーティな味わいにつながるとされている。ライターのマイケル・ジャクソンは精留器によって得られる味わいを「リンゴの木やレモンの皮のようなフルーティさ」と評している。

### 熟成・ボトリング
アードベッグにおいて使用される樽の9割はアメリカンオークのファーストフィルもしくはセカンドフィルのバーボン樽である。グレンモーレンジィ社の原酒熟成管理部長であるブレンダン・マキャロンは、スモーク香を高めたいときはアルコール度数63.5%以上で、フルーティな風味を強調したいときは63.5%以下で樽詰めすると述べている。熟成庫はダンネージ式およびラック式を併用している。
熟成後の原酒の樽出しは蒸留所内で行われ、ボトリングはウェスト・ロージアンにあるグレンモーレンジィ社のボトリング工場で行われている。ボトリング時に低温濾過は行われない。

## 製品
アードベッグで生産された原酒はすべて自社のシングルモルトとしてボトリングされ、2023年現在、他社には一切原酒を卸していない。アライド社時代はブレンデッドウイスキーであるバランタインの味わいの中核をなす7つのキーモルト「魔法の7柱」のひとつとされていた。

### 現行のラインナップ
2023年時点の公式サイトでは、以下の4品がラインナップされている。

#### アードベッグ10年

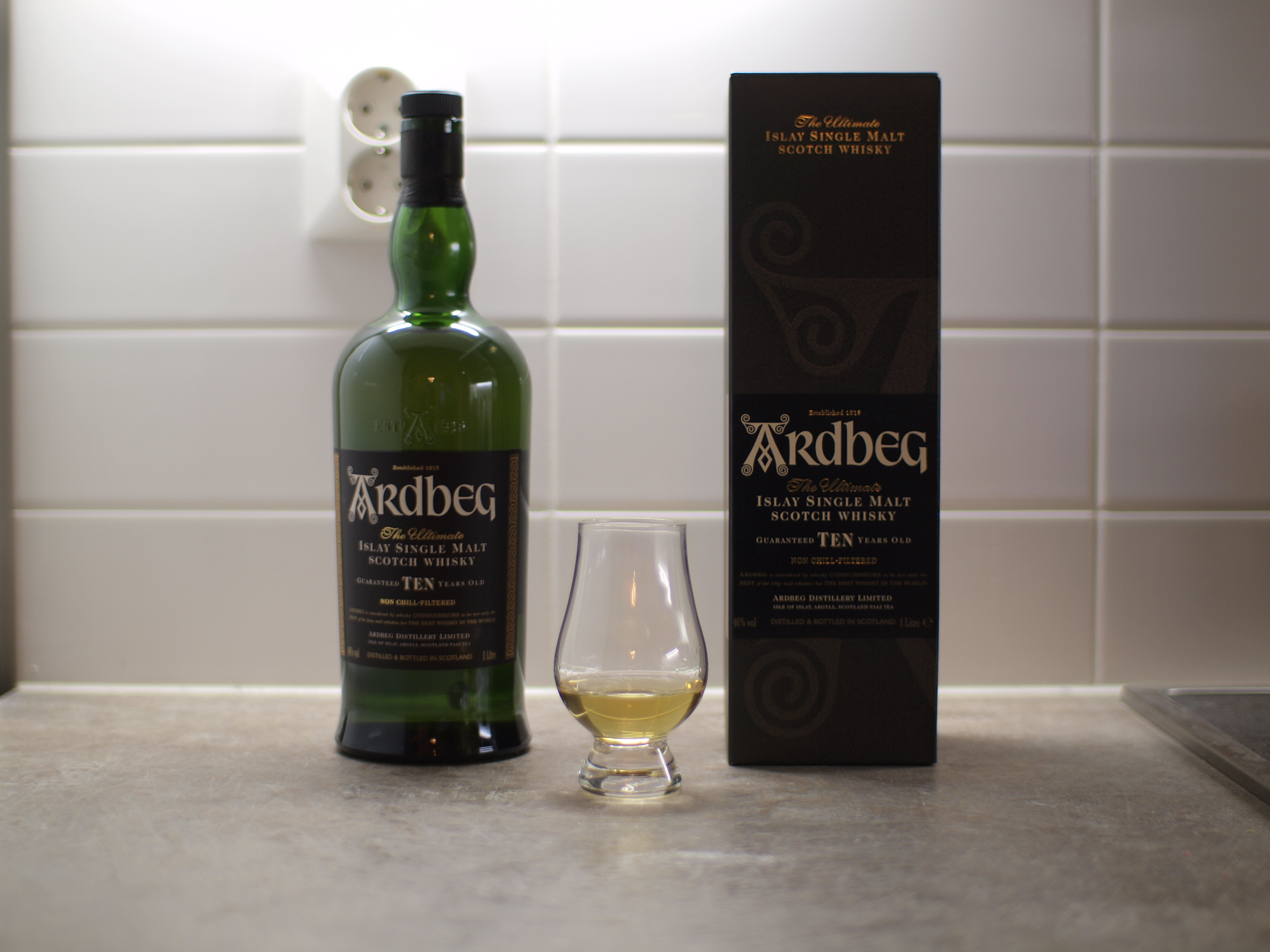
アードベッグ10年

2000年に発売されたアードベッグの看板商品。ファーストフィルおよびセカンドフィルのバーボン樽で熟成された原酒が使われている。
評論家の土屋守はアードベッグ10年を「スモーキーだがよりクリーンに仕上がっている。ヨードと甘みのバランスが堪らない」と評している。また、評論家のイアン・バクストンはアードベッグ10年を下記のようにテイスティングしている。

#### アードベッグ5年 ウィー・ビースティ

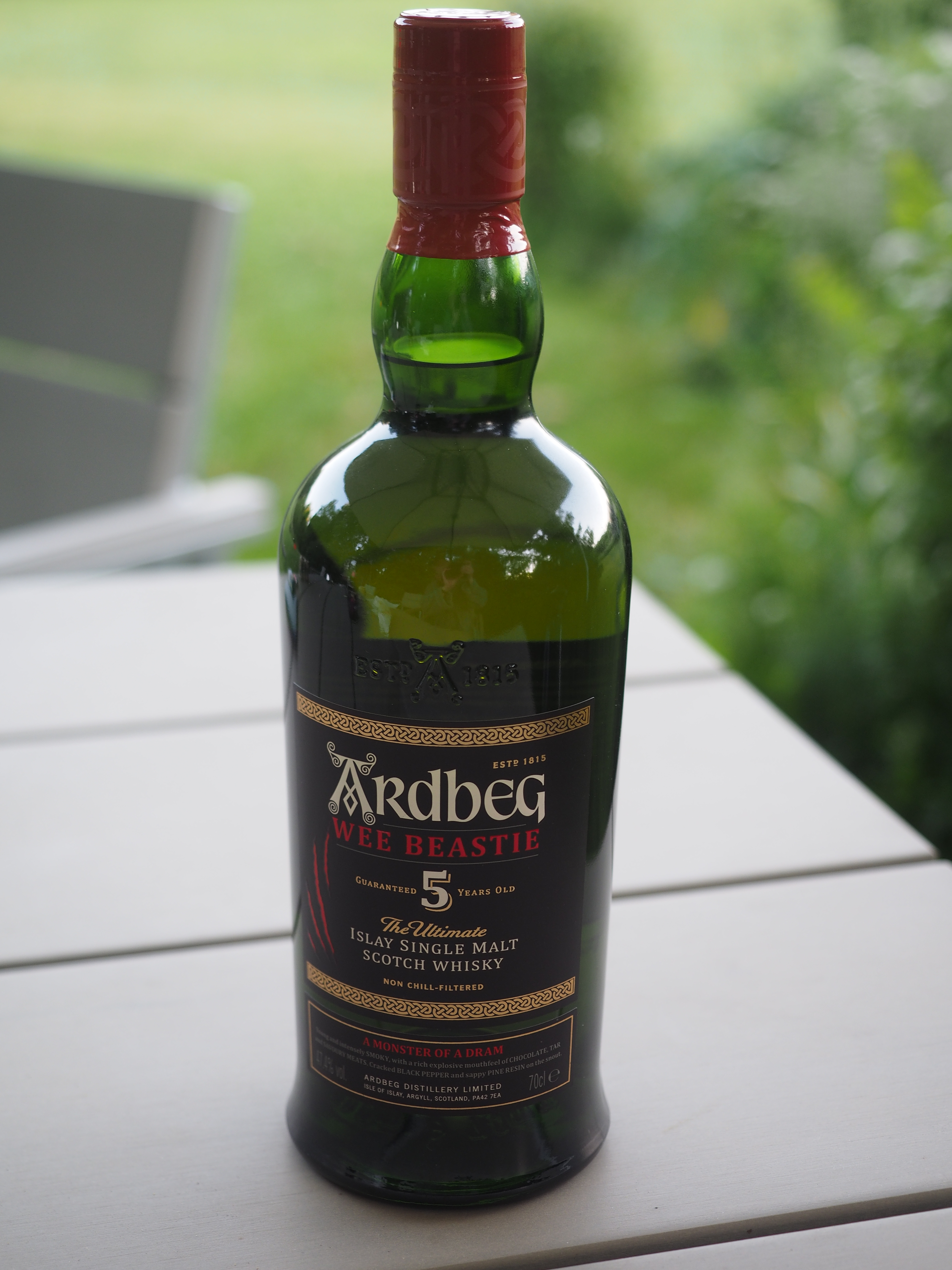
アードベッグ5年 ウィー・ビースティー

2020年に発売された5年熟成の定番商品。「ウィー・ビースティー」は「リトルモンスター」の意味であり、アードベッグの個性であるスモーキーさを強調するため熟成期間を短くしている。バーボン樽とオロロソシェリー樽で熟成された原酒が使われている。
ウイスキーガロアのテイスターである松木崇は「巧みな樽使いで、熟成年数の割に多彩でリッチ」と述べている。また、BAR LIVETのオーナーバーテンダーである静谷和典は「体幹が良くヤングアイラの新しい定番品として確立できる1本だろう」と述べている。

#### アードベッグ ウーガダール
2003年に発売された製品で、バーボン樽とオロロソシェリー樽原酒をブレンドしたがゆえのスモーキーかつスイートな味わいが特徴。仕込み水を採水しているウーガダール湖が名前の由来であり、「暗くて神秘的な場所」という意味がある。

#### アードベッグ コリーヴレッカン
2008年に発売された製品で、バーボン樽とフレンチオークの新樽で熟成された原酒が使われている。カスクストレングスでボトリングされている。評論家のドミニク・ロスクロウはその味わいを「情熱的でスパイシーそしてフルーティなウイスキー」と評している。アイラ島とジュラ島の間にある渦潮が発生することで有名な海域が名前の由来である。

### 主な限定品

#### アードベッグ ガリレオ
2011年10月、無重力状態が熟成にどのような影響を与えるかという実験のため、オークの木片を浸したアードベッグのニューポットが国際宇宙ステーションに運ばれた。ガリレオはこの実験を記念して2012年の秋に発売されたボトルである。1999年蒸留で、ファーストフィルおよびセカンドフィルのバーボン樽とマルサラワイン樽で熟成した原酒をヴァッティングしている。その味わいは高く評価されており、ワールド・ウイスキー・アワード2013年ではシングルモルト部門の世界最高賞を受賞している。

#### アードベッグ キルダルトン
稼働休止直前の1979-1981年のアードベッグはキルダルトンスタイルと呼ばれるほぼノンピート原酒を少量だけ生産しており、それらをボトリングしたもの。1980年ビンテージのものがアードベッグコミッティーの限定ボトルとして販売された。

## 評価
アードベッグの熱心なファンは「アードベギャン」と呼ばれ、ライターのガヴィン・スミスはその人気について「アイラモルトの中でも、ひときわ力強いピート香と華やかな風味」が理由であると述べている。土屋守はその人気を「世界中でカルト的人気を誇る」と評している。また、アードベッグにはファンの会員組織「アードベッグコミッティー」があり、2023年時点の登録者数は全世界で15万人にも及ぶ。

### 風味
評論家の土屋守は「アイラ・モルトのキャラクターを最もよく伝えるモルトのひとつだ」と述べており、2023年には近年のアードベッグ人気は凄まじいと評価している。
ライターのマイケル・ジャクソンはアードベッグのハウススタイルを「土っぽい、非常にピーティ、スモーキー、塩っぽい、こくがある。就寝時のモルト」と評し、その味わいについて「非常にピート香が強いが、スモークの下に繊細さが存在している。ほのかなライム、シリアル、ラノリン、そして、軽く海の衝撃」と述べている。
2020年当時のアードベッグ蒸留所長のミッキー・ヘッズは、アードベッグの特徴について「スピリッツは軽やかで、フルーティーかつフローラルな香りがあります。そして最後に、スモーク香の大爆発を楽しめるのがアードベッグの特徴です」と、2021年当時のアードベッグ蒸留所長のコリン・ゴードンはアードベッグの特徴を「煤っぽさとフルーツ香の融合」だと述べている。

### 受賞
ジム・マーレイのウイスキー・バイブル2008では、アードベッグ10年がワールド・ウイスキー・オブ・ザ・イヤーとスコッチ・シングルモルト・オブ・ザ・イヤーを受賞した。またアードベッグ10年は、サンフランシスコ・ワールド・スピリッツ・コンペティションにおいて2006年から2017年まで連続してメダル（3個の金メダルと9個の銀メダル）を獲得している。
ジム・マーレイのウイスキー・バイブル2009と2010では、ウーガダールがワールド・ウイスキー・オブ・ザ・イヤーとスコッチ・シングルモルト・オブ・ザ・イヤーを受賞した。サンフランシスコ・ワールド・スピリッツ・コンペティションでは、2006年から2017年の間に4個のダブル金メダル、6個の金メダル、2個の銀メダルを獲得している。
ガリレオは2013年のワールド・ウイスキー・アワードにおいてシングルモルトの世界最高賞を受賞した。